# Famille Dandolo
La famille Dandolo est une famille patricienne de Venise qui donna notamment plusieurs doges à « la Sérénissime ». Plusieurs des membres de cette famille occupent des places essentielles dans l'administration de la ville de Venise. Ils sont des ecclésiastiques, des amiraux et  hauts fonctionnaires. Une longue lignée de doge règna sur la ville de Venise, Enrico fut le premier et Andrea fut le dernier de la famille à occuper le poste de doge pour la ville de Venise.

## Histoire
Originaires d'Allemagne, les Dandolo possédaient de grands biens en Ligurie et passèrent par Altino pour arriver à Venise fuyant Attila, parmi les premiers habitants. Portant parfois le patronyme de Daulo ou Ipato, ils ont occupé tous les emplois importants de la République. Les origines de la famille en question sont notable à partir du Xe siècle, c'est donc à cette période que le nom des Dandolo commence à paraître dans les documents officiel de la ville de Venise. Les origines de la famille avant 1155 restent nébuleuses selon les études. Chose certaine, le membre le plus marquant serait Enrico, car un nombre important de la famille Dandolo et lui sont reconnus pour leur implication militaire et politique dans les croisades, essentiellement la Quatrième croisade lancée en 1202 et la Croisade vénitienne en 1122 [source insuffisante].    

### Enrico Dandolo
Enrico Dandolo serait né en 1107 ou 1108 et décédé environ en 1205 est le premier de la famille à grimper les échelons de la sphère sociale pour accéder aux plus hauts rangs de la sphère politique. En effet, bien avant de devenir doge de la ville de Venise, il commence sa carrière politique comme étant ambassadeur épaulant l'empereur byzantin Manuele Comneno ou encore connu sous le nom de Manuel 1er. À la succession de l'empereur Manuel 1er, Enrico Dandolo continue d'être fidèle lors du règne de Guillaume II, le roi de la Sicile. Enrico Dandolo lors de cheminement politique dans la ville italienne Venise, son règne est qualifié de révolutionnaire par les études contemporaines. C'est effectivement alors qu'il est en place en tant que doge, qu'il joue un rôle majeur pour la ville de manière politique, militaire, religieuse et économique. En effet, il est reconnu pour son implication majeure dans la vie politique, c'est alors que le 21 juin 1192 il débute à son poste de Doge pour la ville de Venise, il est à ce moment âgé de quatre-vingt-cinq ans et il souffre de trouble de la vision, il est précisément aveugle. Certaines études doutent de son handicap visuel, mais cela ne l'empêche pas de réaliser de maintes choses qui font changer le sort de la ville italienne où il exerce ses fonctions de doge. Il prononce lors de mandat ce qui est connu aujourd'hui comme la promesse ducale qui limite son pouvoir politique en promettant de respecter les traditions et règlementations qui entourent l'autorité de sa magistrature en tant que doge.  
Notamment il permet la transition du système de la monnaie vénitienne, vers une monnaie unique. Effectivement, Venise connaissait deux types de monnaies pour enregistrer les paiements divers à ce moment. Donc, il y avait deux types de monnaies utilisées pour répondre à différents besoins, celle de Venise et celle de Vérone. Il change de système de monnaie que Venise utilisait pour en changer sa valeur, autrement dit, maintenant la frappe d'une monnaie nommée : le «gros» argent , puisque son poids physique et économique est plus important. Par exemple, de manière concrète cette nouvelle pièce est plus lourde et elle équivaut à : «2,2 g à 965/1000 de fin valant 24 deniers ou 2 sous, soit encore 1/10 de la livre.» Cependant le nouveau système mit en place par Enrico Dandolo créé des problèmes d'équité, la valeur étant de changer la pièce était inéquivalente, c'est alors qu'il fait cesser la frappe des deniers pour corriger la difficulté éprouvée par cette dernière. C'est alors que la disparition du denier complexifie les transactions des marchands, il édifie une autre devise le quartarolo qui vaut alors un quart du denier.    
De plus, le patriarche vénitien joue un rôle important dans la vie militaire de Venise et de l'empire en général. En effet, il est impliqué dans un nombre impressionnant de querelles, de guerres, interactions commerciales et de voyages diplomatiques pour soutenir la communauté vénitienne. Par exemple, Il est un des personnages importants qui influence le recul des Pisans dans la Mer Adriatique également dans le conflit des rebelles hongroises à Zara sans parler de sa position et son implication dans la quatrième croisade.  
Dans un axe religieux de sa carrière politique il fait également le sermon ou nomme comme étant la promesse «promissio domini ducis» qui se traduit comme étant la promesse ducale. L'engagement que le patriarche a juré et prononcé sur l'instance de l'Évangile lui ordonne de respecter les bases principales de son poste en tant que doge. C'est-à-dire, il ne doit pas se faire influencer lors de décision qui regarde le bon fonctionnement de la République. Il ne doit pas, entre autres, accepter des : « ni dons ni faveurs, ne pas avoir de correspondance personnelle avec le pape et les princes, faire appliquer les décisions des conseils. »

### Giovanni Dandolo
En suivant les traces de son oncle Enrico, Giovanni est le deuxième Doge de la famille Dandolo. Par contre, selon les études, il ne semble pas avoir une carrière aussi glorieuse que celle de son oncle Enrico. En effet, quelques décennies après Enrico, Venise n'est plus dans une position aisément administrable. À la fin du XIIe siècle Giovanni prend l'initiative de revisiter les textes de lois ou de traités émis et de les assemblés dans un seul volume qui mettre à jour ceux-ci et mettre de côté ce qui n'est plus nécessaire et ainsi facilité la consultation.   Effectivement la ville est profondément touchée par la chute fulgurante de l'Empire latin de l'est. Des menaces extérieures provoquaient encore plus d'instabilités au sein de ville de Venise. Par exemple, les Génois étaient aux limites de Venise et menaçaient à tout moment d'envahir la ville, mais secoué dans des incidents internes, Giovanni Dandolo est condamné à la privatisation de ses pouvoirs liés à sa magistrature. 

### Francesco Dandolo
Étant le troisième de la famille Dandolo à accéder au pouvoir de la magistrature de doge à Venise, Francesco Dandolo, il occupe la place de 1328 à 1339. Encore une fois, la situation qui oppose Venise et d'autres villes italiennes provoque des situations conflictuelles au sein de l'administration de la ville. Du fait que les tentatives d'expansion de Vérone et les frictions continuelles avec Gênes menaçaient la stabilité et la prospérité de Venise, le doge Giovanni Dandolo permet tout de même de placé la ville dans une situation stable. Par exemple, à la suite des affrontements avec la ville de Vérone, il réussit à les vaincre et conserver une voie d'accès commerciale et marchande pour se rendre vers la Flandre, la Flandre était une région vitale pour entretenir l'économie républicaine. En 1313, peu avant d'occuper son poste comme dogat, il est le responsable du renversement de l'excommunication que le pape Clément V avait ordonné quelques années plutôt[réf. nécessaire].  

### Andrea Dandolo
Le quatrième et le dernier de la famille Dandolo à accéder au poste de doge pour la ville de Venise, mais il n'est pas uniquement un homme politique, il est aussi un homme de lettres. C'est-à-dire qu'il écrit en tant que chroniqueur et il se lie d'amitié avec le fameux et reconnu Pétarque[réf. nécessaire]. Il accède à son poste à un très jeune âge comparativement à la moyenne et surtout comparativement au reste de sa famille. Il a reçu une éducation exemplaire en étudiant le droit et ensuite en enseignant, là où il reçut son éducation, à l'Université de Padoue[réf. nécessaire]. Il est également reconnu pour avoir augmenté le nombre de livres dans : «le noyau fondamental du droit vénitien» qui sont les Statuts, il y ajoute le 6e livre liber sextus. Il s'implique aussi sur le plan militaire pour combattre comme les membres de sa famille avant lui, dans le conflit qui oppose les Génois et les Vénitiens.  Les études notent également son implication dans le volet historiographique de l'histoire de Venise qu'il rédige de la période la plus ancienne vers environ 1280.

## Personnalités

### Les Doges
Sous le patronyme de Dandolo :
- Enrico Dandolo, 41e doge de Venise, 1192-1205 ;
- Giovanni Dandolo, 48e doge de Venise, 1280-1289 ;
- Francesco Dandolo, 52e doge de Venise, 1328-1339 ;
- Andrea Dandolo, 54e doge de Venise, 1342-1354 ;

Sous le patronyme de Ipato :
- Orso Ipato, 3e doge de Venise, élu en 726.
- Teodato Ipato, 4e doge de Venise élu en 742.

### Autres personnages
- Marino Dandolo, noble vénitien, qui accompagna Marco Sanudo dans la conquête des îles des Cyclades en 1207 ;
- Pietro Dandolo fut pour la 1re fois de l'histoire, second procurateur de Saint-Marc en 1231 ;
- Giacomo Dandolo, duc de Candie en 1284 ;
- Leonardo Dandolo, duc de Candie en 1362 ;
- Simonetto Dandolo, sénateur mort en 1360. Inhumé dans la Basilique Santa Maria Gloriosa dei Frari
- Zilia Dandolo, épouse de Lorenzo Priuli (doge) et couronnée dogaresse en 1557 ;
- Vincenzo Dandolo (1758-1819), médecin, chimiste, agronome et homme politique italien. N’appartenant, en fait pas, à la famille Dandolo, il en adopta le patronyme.

#### Dans la fiction
Léonore Dandolo est l'héroïne du Pont des Soupirs et des Amants de Venise,  romans de Michel Zévaco se déroulant au début du XVIe siècle et inspirés du Comte de Monte-Cristo. Son père est également un personnage de la trame.

## Armoiries
L'arme des Dandolo se compose d'un écu coupé d'argent et de gueules, ensuite remplacé par Andrea Dandolo par un écu coupé d'argent et d'azur avec trois fleur de lis d'argent sur l'azur et trois d'azur sur l'argent (vu qu'elles étaient les mêmes que celles du marquis de Montferrat). La première arme est encore portée par les descendants de Francesco, qui y ont ajouté une croix d'argent sur l'azur, souvenir de la réconciliation avec Clément V.

## Architecture

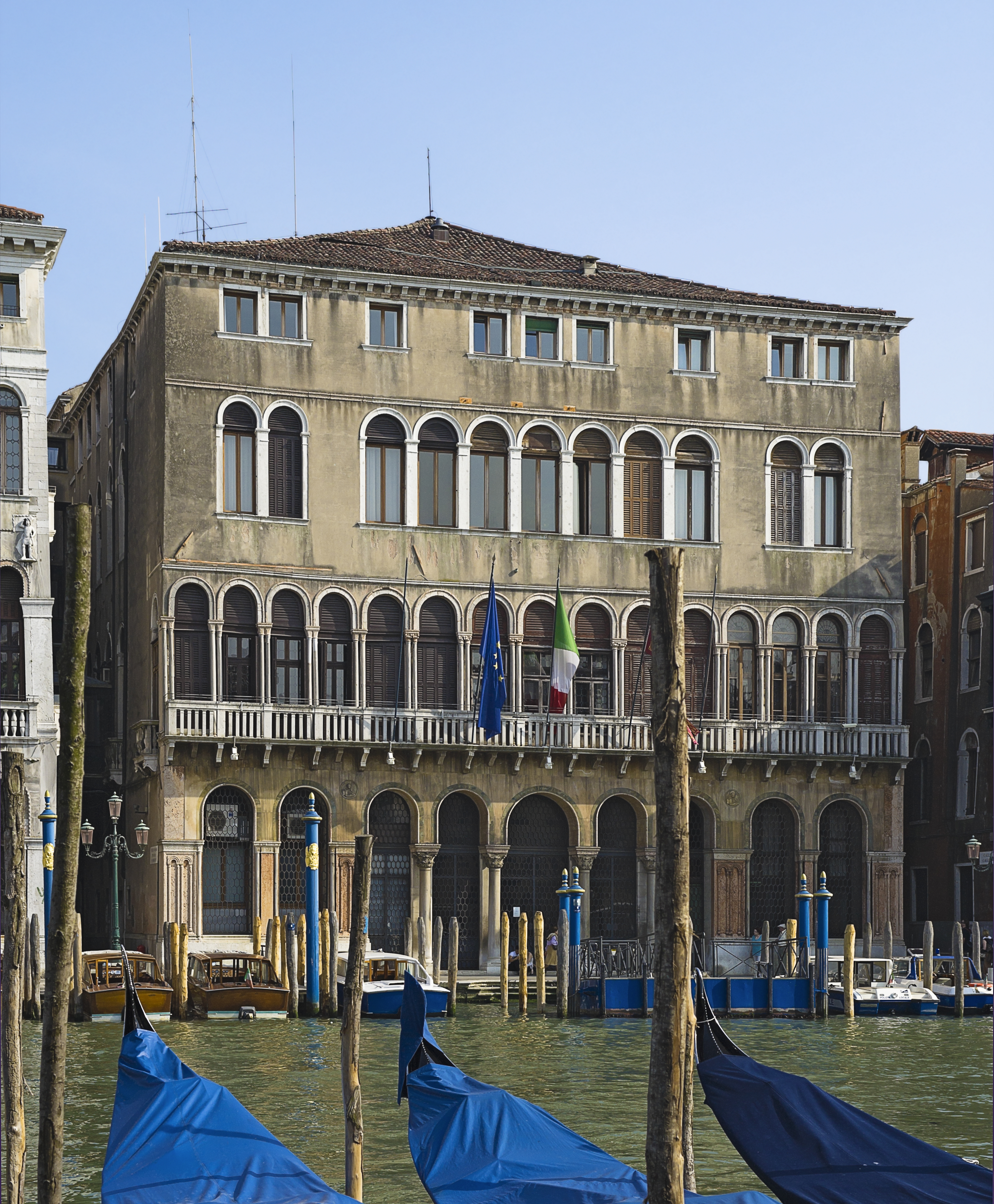
Ca' Farsetti Dandolo à Venise, Actuelle Mairie de Venice. Vue de la façade.
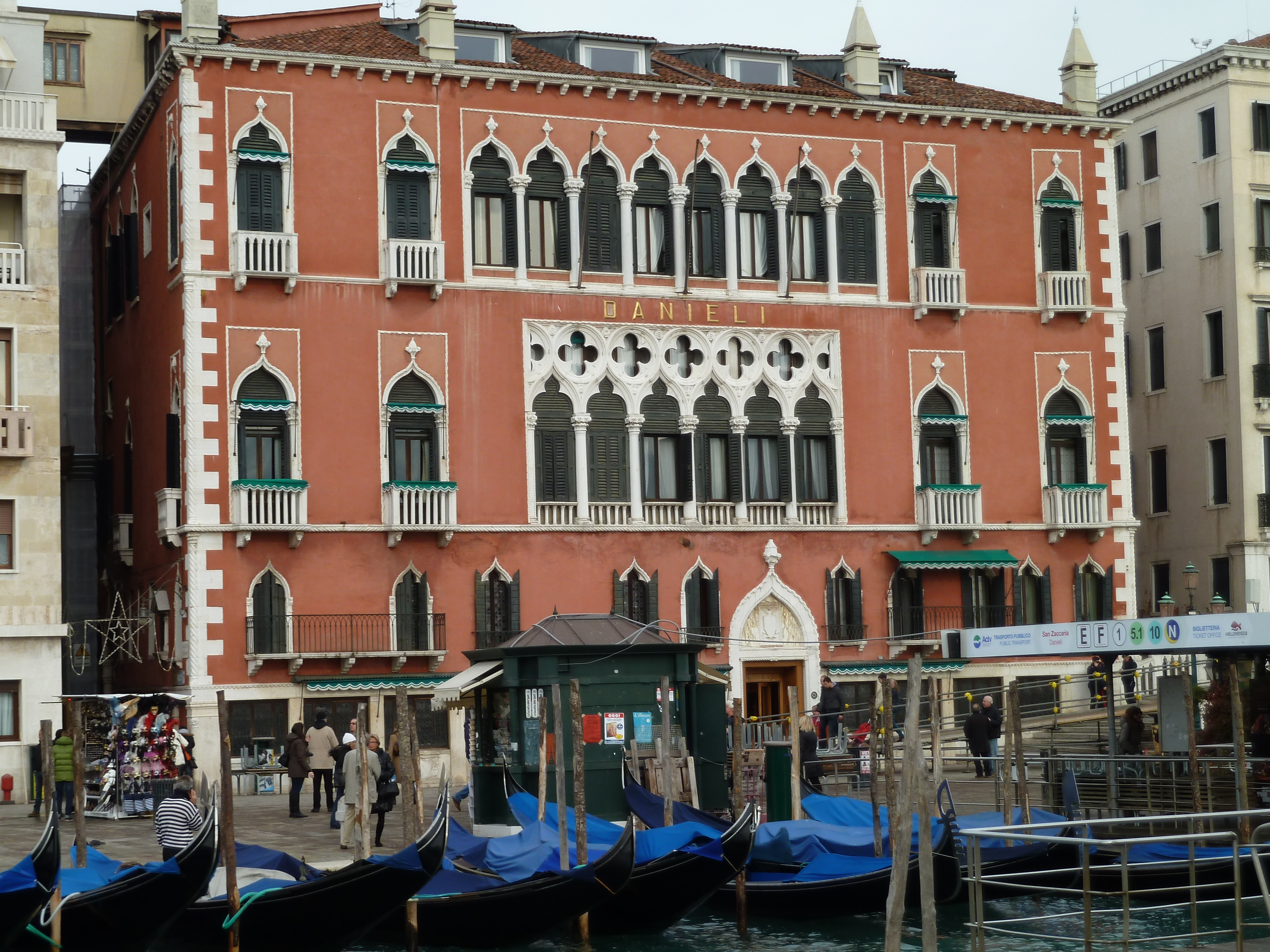
Palazzo Dandolo (Aujourd’hui  l’Hotel Danieli)
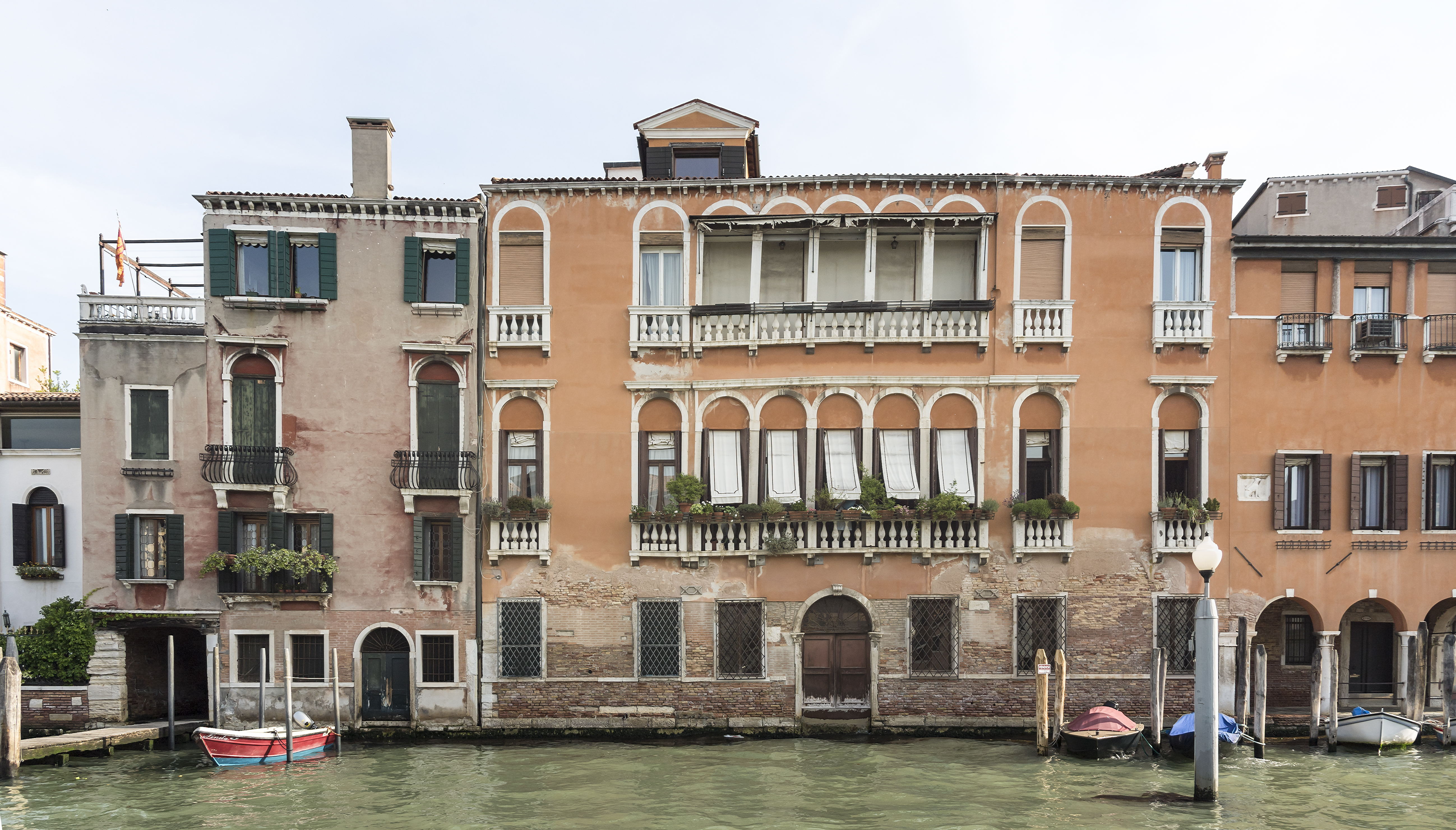
Palazzo Gritti-Dandolo  aux Scalzi.